# Мерула, Тарквинио
Таркви́нио Меру́ла (итал. Tarquinio Merula; 24 ноября 1595, Буссето, Пармское герцогство, ныне Эмилия-Романья, Италия — 10 декабря 1665, Кремона, Миланское герцогство, ныне Ломбардия, Италия) — итальянский органист, скрипач, композитор и педагог. Член Болонской академии любителей музыки.

## Биография
Представитель Венецианской школы. Музыкальное образование получил в Кремоне. Был церковным органистом в Лоди (1616), в Варшаве (1621), в Бергамо (1623, 1639—1652), в Кремоне (1626—1638 и с 1652). Был конфликтным педагогом и сотрудником и часто менял места работы.

## Сочинения
- опера La finta savia (1643, Венеция, по либретто Джулио Строцци[итал.])
- канцонетты
- диалоги
- клавирные токкаты и каприччио
- хроматические сонаты